# Ichthyostegalia
Ichthyostegalia — ряд викопних рептилій, що існував у девонському періоді (395–359 млн років тому). Цей ряд розглядається в складі амфібій, проте він не є прямим предком сучасних видів, предки яких — лепоспонділи (Lepospondyli) — з'явилися в кам'яновугільному періоді.

## Еволюція
Група еволюціонувала від лопатеперих риб ряду Elpistostegalia, від яких пішли і інші чотириногі.
Представники ряду поєднували риси риб та амфібій, але не були предками останніх, а лише тупиковою гілкою еволюції, що вимерла за 15-20 млн років до появи перших справжніх амфібій.

## Опис
Іхтіостегалії мали ноги, але їхні кінцівки, можливо, не використовувалися для ходьби. Мали хвостовий плавець і деякі органи чуття, що функціонують лише у воді. Тіло їх було покрито дрібними лусочками.

## Класифікація
- Родина: Acanthostegidae[3]
  - Рід: Acanthostega
- Родина: Elpistostegidae
  - Рід: Elpistostega
- Родина: Ichthyostegidae[3]
  - Рід: Hynerpeton Гінерпетон
  - Рід: Ichthyostega
- Родина: Whatcheeriidae
  - Рід: Pederpes
  - Рід: Whatcheria
  - Рід: Ossinodus
- Родина: Elginerpetontidae[3]
  - Рід: Elginerpeton
  - Рід: Obruchevichthys